# Saul Steinberg
Saul Steinberg (ur. 15 czerwca 1914 w Rymniku, zm. 12 maja 1999 w Nowym Jorku) – amerykański ilustrator i karykaturzysta pochodzenia żydowskiego, urodzony w Rumunii.

## Życiorys
Studiował filozofię na uniwersytecie w Bukareszcie, po roku rozpoczął studia architektury na Politechnice Mediolańskiej, które ukończył 1940. W czasie studiów współpracował z czasopismem satyrycznym Bertoldo. Po wprowadzeniu we Włoszech ustawodawstwa antysemickiego przeniósł się do Dominikany, gdzie oczekiwał na przyznanie wizy wjazdowej do USA. W roku 1942 tygodnik „The New Yorker” sfinansował jego przyjazd do Stanów Zjednoczonych, co stało się początkiem trwającej do końca życia współpracy Steinberga z tym czasopismem. W ciągu ponad 50 lat Steinberg stworzył prawie 90 okładek i 1200 rysunków dla tego czasopisma.
W czasie II wojny światowej Steinberg pracował dla amerykańskiego wywiadu wojskowego w Chinach, gdzie uczył partyzantów maoistycznych wysadzania mostów, oraz w Afryce Północnej i we Włoszech, gdzie tworzył satyryczne ulotki, ośmieszające wojska hitlerowskie i ich sprzymierzeńców. Po wojnie powrócił do zawodu grafika-karykaturzysty. Ożenił się 1944 z pochodzącą z Rumunii malarką abstrakcyjną Heddą Sterne.
W roku 1946 Steinberg uczestniczył wraz z Arshile Gorkim, Isamu Noguchi i Robertem Motherwellem w wystawie „Czternastu Amerykanów” w Museum of Modern Art w Nowym Jorku.
Steinberg stał się sławny dzięki rysunkom bez podpisu, ilustrującym śmiesznostki amerykańskiego stylu życia. Do rysunków wklejał wycinki ze starych ilustracji. Jego rysunki znalazły wielu naśladowców na całym świecie, także w Polsce. Jego album „The Passport” z roku 1954 stał się publikacją o kultowym znaczeniu.
Okładka „New Yorkera” z 29 marca 1976 przedstawiająca widok świata z Dziewiątej Avenue w Nowym Jorku, została uznana za najważniejsze dzieło artysty.